# Крутое (Сасовский район)
Круто́е — деревня в Сасовском районе Рязанской области России. Входит в состав Придорожного сельского поселения.

## Географическое положение
Деревня находится в восточной части Сасовского района, в 57 км к юго-востоку от райцентра на ручье Золотой.
Ближайшие населённые пункты:

— село Салтыково в 4 км к северу по щебёнчатой дороге;

— посёлок Свеженькая в 15 км к югу по грунтовой лесной дороге.
Ближайшая железнодорожная станция Пичкиряево в 16 км к северо-востоку по асфальтированной дороге и платформа 15 км в 6 км к северу.

## Природа

### Климат
Климат умеренно континентальный с умеренно жарким летом (средняя температура июля +19 °С) и относительно холодной зимой (средняя температура января −11 °С). Осадков выпадает около 600 мм в год.

### Рельеф
Высота над уровнем моря 131—145 м.

## История
В 1883 г. деревня Крутая входила в Салтыковскую волость Спасского уезда Тамбовской губернии. С 2004 г. и до настоящего времени входит в состав Придорожного сельского поселения. До этого момента входила в Салтыковский сельский округ.

## Население
| 1984 | 1989 | 2010 |
| ---- | ---- | ---- |
| 190  | ↘99  | ↘3   |